# Apostag
Apostag is een plaats (község) en gemeente in het Hongaarse comitaat Bács-Kiskun. Apostag telt 2130 inwoners (2005).

## Afbeeldingen

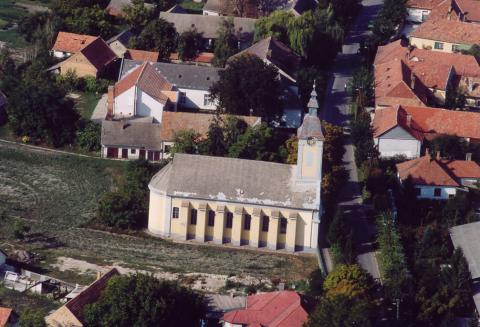
Evangelisch-lutherse kerk
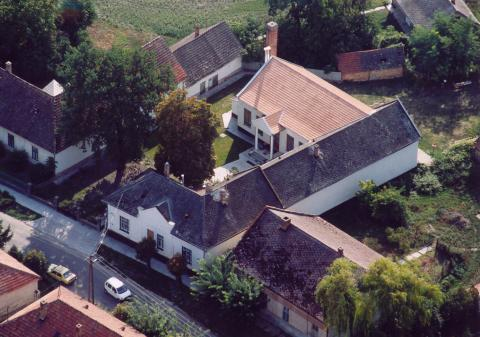
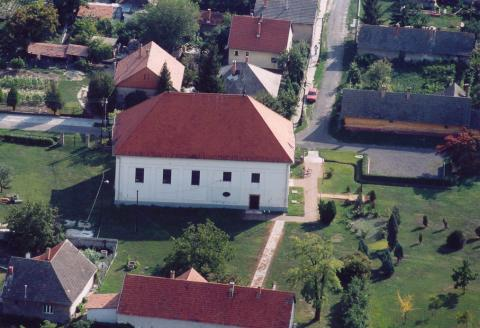
Synagoge